# Первый дивизион чемпионата мира по хоккею с шайбой 2014
Чемпионат мира по хоккею с шайбой 2014 года в I-м дивизионе — спортивное соревнование по хоккею с шайбой под эгидой ИИХФ, состоявшиеся с 20 по 26 апреля 2014 года в пригороде Сеула Кояне (Республика Корея) и столице Литвы Вильнюсе. По итогам турнира в группе A: команды, занявшие первое и второе места, получили право играть в ТОП-дивизионе чемпионата мира 2015 года, а команда, занявшая последнее место, перешла в группу B. По итогам турнира в группе B: команда, занявшая первое место, вышла в группу A, а команда, занявшая последнее место, переместилась во второй дивизион чемпионата мира 2015 года.

## Участвующие команды
В чемпионате приняли участие 12 национальных команд — десять из Европы и две из Азии. Сборная Хорватии пришла из второго дивизиона, сборные Австрии и Словении пришли из ТОП-дивизиона, остальные — с прошлого турнира первого дивизиона.
Группа A
| Сборная          | Квалификация                                                                 |
| ---------------- | ---------------------------------------------------------------------------- |
| Словения         | Заняла 8-е место в группе S ТОП-дивизиона и вылетела оттуда в 2013 году      |
| Австрия          | Заняла 8-е место в группе H ТОП-дивизиона и вылетела оттуда в 2013 году      |
| Венгрия          | Заняла 3-е место в группе A первого дивизиона в прошлом году                 |
| Япония           | Заняла 4-е место в группе A первого дивизиона в прошлом году                 |
| Республика Корея | Хозяева, заняла 5-е место в группе A первого дивизиона в прошлом году        |
| Украина          | Заняла 1-е место в группе B первого дивизиона и поднялась оттуда в 2013 году |

Группа B
| Сборная        | Квалификация                                                                 |
| -------------- | ---------------------------------------------------------------------------- |
| Великобритания | Заняла 6-е место в группе A первого дивизиона и вылетела оттуда в 2013 году  |
| Польша         | Заняла 2-е место в группе B первого дивизиона в прошлом году                 |
| Нидерланды     | Заняла 3-е место в группе B первого дивизиона в прошлом году                 |
| Румыния        | Заняла 4-е место в группе B первого дивизиона в прошлом году                 |
| Литва          | Хозяева, заняла 5-е место в группе B первого дивизиона в прошлом году        |
| Хорватия       | Заняла 1-е место в группе A второго дивизиона и поднялась оттуда в 2013 году |

## Судьи
ИИХФ утвердила 11 главных и 14 линейных судей для обслуживания матчей первого дивизиона чемпионата мира по хоккею с шайбой 2014 года. 

В группе A первого дивизиона участвовало 7 главных и 7 линейных судей.
В группе B первого дивизиона участвовало 4 главных и 7 линейных судей.
Группа A первого дивизиона чемпионата мира по хоккею с шайбой 2014 года

| Главные судьи - Алексей Анисимов - Маркус Брилль - Жан-Филипп Сильвен - Ян Грибик - Андреас Кох - Яри Леппяалхо - Роберт Мюлльнер | Линейные судьи - Маркку Бюзе - Чае Ёнъджин - Юханнес Как - Томаш Пешек - Кенсукэ Канадзава - Роман Кадерли - Джадсон Риттер |  |

Группа B первого дивизиона чемпионата мира по хоккею с шайбой 2014 года

| Главные судьи - Петер Гебеи - Юрис Балодис - Пер Густав Солем - Паскаль Сан-Жак | Линейные судьи - Дмитрий Голяк - Райвис Ючерс - Балаш Ковач - Людвиг Лундгрен - Давид Нотеггер - Александр Отмахов - Йонас Реймер |  |

## Группа A
|  | Команды, выходящие в ТОП-дивизион чемпионата мира 2015 года                 |
|  | Команда, переходящая в группу B первого дивизиона чемпионата мира 2015 года |

### Таблица
| М | Сборная          | И | В | ВО | ПО | П | ШЗ | ШП | РШ  | О  |
| - | ---------------- | - | - | -- | -- | - | -- | -- | --- | -- |
| 1 | Словения         | 5 | 4 | 0  | 0  | 1 | 15 | 6  | +9  | 12 |
| 2 | Австрия          | 5 | 2 | 2  | 0  | 1 | 20 | 14 | +6  | 10 |
| 3 | Япония           | 5 | 3 | 0  | 1  | 1 | 14 | 14 | 0   | 10 |
| 4 | Украина          | 5 | 2 | 0  | 1  | 2 | 18 | 13 | +5  | 7  |
| 5 | Венгрия          | 5 | 1 | 1  | 1  | 2 | 16 | 18 | −2  | 6  |
| 6 | Республика Корея | 5 | 0 | 0  | 0  | 5 | 12 | 30 | −18 | 0  |

### Результаты
Время местное (UTC+9).
| 20 апреля 2014 12:30 | Украина | 2 : 3 (OT) (1:2, 1:0, 0:0, 0:1) | Австрия | Ледовая арена, Коян Зрителей: 2371 |

| Отчёт | Отчёт                           | Отчёт | Отчёт                            | Отчёт                        |
| --- | ------------------------------- | --- | -------------------------------- | ---------------------------- |
| |                                 | |                                  |                              |
| | Сергей Гайдученко — 00:00-61:34 | Вратари | 00:00-61:34 — Бернхард Штаркбаум | Судьи: Ян Грибик Андреас Кох |
| | Голы:                           | |                                  | Судьи: Ян Грибик Андреас Кох |
| Роман Благой — 10:04 (А. Михнов, Е. Белухин) Александр Матерухин (бол.) — 32:48 (О. Тимченко, О. Шафаренко) | 0:1 :1 1:2 :2 2:3               | 09:48 — Доминик Хайнрих (бол.) (Т. Кох) 12:29 — Доминик Хайнрих (бол.) (Б. Леблер, М. Шумниг) 61:34 — Брайан Леблер (бол.) |                                  | Судьи: Ян Грибик Андреас Кох |
| |                                 | |                                  | Судьи: Ян Грибик Андреас Кох |
| |                                 | |                                  | Судьи: Ян Грибик Андреас Кох |
| |                                 | |                                  | Судьи: Ян Грибик Андреас Кох |
| 40 мин | Штраф                           | 8 мин |                                  | Судьи: Ян Грибик Андреас Кох |
| |                                 | |                                  |                              |
| | 24                              | Броски | 25                               |                              |

| 20 апреля 2014 16:00 | Япония | 2 : 1 (0:0, 0:1, 2:0) | Словения | Ледовая арена, Коян Зрителей: 2333 |

| Отчёт                                                                                            | Отчёт                         | Отчёт                           | Отчёт                                    | Отчёт                                 |
| ------------------------------------------------------------------------------------------------ | ----------------------------- | ------------------------------- | ---------------------------------------- | ------------------------------------- |
|                                                                                                  |                               |                                 |                                          |                                       |
|                                                                                                  | Ютака Фукуфудзи — 00:00-60:00 | Вратари                         | 00:00-58:58 — Андрей Хочевар 59:51-59:55 | Судьи: Алексей Анисимов Яри Леппяалхо |
|                                                                                                  | Голы:                         |                                 |                                          | Судьи: Алексей Анисимов Яри Леппяалхо |
| Дайсукэ Обара — 44:47 (С. Такахаси, Т. Ямасита) Денис Акимото — 53:13 (С. Такахаси, М. Нисиваки) | 0:1 :1 2:1                    | 38:51 — Жига Павлин (Я. Муршак) |                                          | Судьи: Алексей Анисимов Яри Леппяалхо |
|                                                                                                  |                               |                                 |                                          | Судьи: Алексей Анисимов Яри Леппяалхо |
|                                                                                                  |                               |                                 |                                          | Судьи: Алексей Анисимов Яри Леппяалхо |
|                                                                                                  |                               |                                 |                                          | Судьи: Алексей Анисимов Яри Леппяалхо |
| 12 мин                                                                                           | Штраф                         | 10 мин                          |                                          | Судьи: Алексей Анисимов Яри Леппяалхо |
|                                                                                                  |                               |                                 |                                          |                                       |
|                                                                                                  | 15                            | Броски                          | 27                                       |                                       |

| 20 апреля 2014 19:30 | Республика Корея | 4 : 7 (0:2, 1:3, 3:2) | Венгрия | Ледовая арена, Коян Зрителей: 2775 |

| Отчёт | Отчёт                                                        | Отчёт | Отчёт                        | Отчёт                                     |
| --- | ------------------------------------------------------------ | --- | ---------------------------- | ----------------------------------------- |
| |                                                              | |                              |                                           |
| | Пак Сундже — 00:00-42:52 Сон Хосён — 42:52-58:16 58:57-60:00 | Вратари | 00:00-60:00 — Золтан Хетеньи | Судьи: Роберт Мюлльнер Жан-Филипп Сильвен |
| | Голы:                                                        | |                              | Судьи: Роберт Мюлльнер Жан-Филипп Сильвен |
| Брок Радунске (бол.) — 35:16 (Ким Санъук, Ли Донгу) Брок Радунске — 42:52 (Ким Кисон) Син Санъун — 47:03 (Ли Ёнджун, Ким Вувонг) Ли Донгу (бол.) — 56:01 (Чо Минхо) | 0:1 0:2 0:3 0:4 1:4 1:5 1:6 2:6 3:6 4:6 4:7                  | 14:18 — Иштван Барталиш (бол.) (Я. Хари) 17:43 — Золт Азари (А. Бенк, Б. Шебок) 27:12 — Золт Азари (бол.) (В. Токажи, Ч. Ковач) 34:27 — Иштван Шофрон (бол.) (Я. Хари, М. Ваш) 37:49 — Чаба Ковач (Я. Ваш, Я. Хари) 40:16 — Иштван Барталиш (Т. Грошль) 58:57 — Иштван Барталиш (п.в.) (Я. Ваш) |                              | Судьи: Роберт Мюлльнер Жан-Филипп Сильвен |
| |                                                              | |                              | Судьи: Роберт Мюлльнер Жан-Филипп Сильвен |
| |                                                              | |                              | Судьи: Роберт Мюлльнер Жан-Филипп Сильвен |
| |                                                              | |                              | Судьи: Роберт Мюлльнер Жан-Филипп Сильвен |
| 37 мин | Штраф                                                        | 14 мин |                              | Судьи: Роберт Мюлльнер Жан-Филипп Сильвен |
| |                                                              | |                              |                                           |
| | 28                                                           | Броски | 34                           |                                           |

| 21 апреля 2014 12:30 | Австрия | 4 : 1 (0:1, 1:0, 3:0) | Япония | Ледовая арена, Коян Зрителей: 1616 |

| Отчёт | Отчёт                            | Отчёт                             | Отчёт                                     | Отчёт                            |
| --- | -------------------------------- | --------------------------------- | ----------------------------------------- | -------------------------------- |
| |                                  |                                   |                                           |                                  |
| | Бернхард Штаркбаум — 00:00-60:00 | Вратари                           | 00:00-57:48 — Ютака Фукуфудзи 58:54-60:00 | Судьи: Андреас Кох Яри Леппяалхо |
| | Голы:                            |                                   |                                           | Судьи: Андреас Кох Яри Леппяалхо |
| Штефан Гайер — 25:09 Томас Хундертпфунд — 44:13 (Т. Кох, Б. Леблер) Марио Альтманн (бол.) — 47:37 (К. Комарек, Д. Оберкофлер) Брайан Леблер (п.в.) — 58:54 (Т. Хундертпфунд, Т. Кох) | 0:1 :1 2:1 3:1 4:1               | 05:29 — Такуро Ямасита (Т. Саито) |                                           | Судьи: Андреас Кох Яри Леппяалхо |
| |                                  |                                   |                                           | Судьи: Андреас Кох Яри Леппяалхо |
| |                                  |                                   |                                           | Судьи: Андреас Кох Яри Леппяалхо |
| |                                  |                                   |                                           | Судьи: Андреас Кох Яри Леппяалхо |
| 8 мин | Штраф                            | 28 мин                            |                                           | Судьи: Андреас Кох Яри Леппяалхо |
| |                                  |                                   |                                           |                                  |
| | 39                               | Броски                            | 22                                        |                                  |

| 21 апреля 2014 16:00 | Венгрия | 0 : 3 (0:1, 0:2, 0:0) | Украина | Ледовая арена, Коян Зрителей: 1712 |

| Отчёт  | Отчёт                        | Отчёт | Отчёт                           | Отчёт                          |
| ------ | ---------------------------- | --- | ------------------------------- | ------------------------------ |
|        |                              | |                                 |                                |
|        | Золтан Хетиньи — 00:00-60:00 | Вратари | 00:00-60:00 — Сергей Гайдученко | Судьи: Маркус Брилль Ян Грибик |
|        | Голы:                        | |                                 | Судьи: Маркус Брилль Ян Грибик |
|        | 0:1 0:2 0:3                  | 04:57 — Евгений Белухин (бол.) (А. Михнов, Р. Благой) 29:49 — Олег Шафаренко (бол.) (О. Тимченко, Д. Петрухно) 30:52 — Олег Тимченко (бол.) (Д. Петрухно, А. Матерухин) |                                 | Судьи: Маркус Брилль Ян Грибик |
|        |                              | |                                 | Судьи: Маркус Брилль Ян Грибик |
|        |                              | |                                 | Судьи: Маркус Брилль Ян Грибик |
|        |                              | |                                 | Судьи: Маркус Брилль Ян Грибик |
| 20 мин | Штраф                        | 8 мин |                                 | Судьи: Маркус Брилль Ян Грибик |
|        |                              | |                                 |                                |
|        | 15                           | Броски | 40                              |                                |

| 21 апреля 2014 19:30 | Словения | 4 : 0 (0:0, 2:0, 2:0) | Республика Корея | Ледовая арена, Коян Зрителей: 2347 |

| Отчёт | Отчёт                      | Отчёт   | Отчёт                               | Отчёт                                      |
| --- | -------------------------- | ------- | ----------------------------------- | ------------------------------------------ |
| |                            |         |                                     |                                            |
| | Лука Грачнар — 00:00-60:00 | Вратари | 00:00-58:39 — Сон Хосён 59:06-60:00 | Судьи: Алексей Анисимов Жан-Филипп Сильвен |
| | Голы:                      |         |                                     | Судьи: Алексей Анисимов Жан-Филипп Сильвен |
| Ян Урбас (бол.) — 25:51 (Б. Грегорц, М. Робар) Миха Верлич — 26:47 (Р. Лебер, А. Куральт) Алеш Мушич — 40:39 (Я. Урбас) Ян Урбас (п.в.) — 59:06 (М. Родман) | 1:0 2:0 3:0 4:0            |         |                                     | Судьи: Алексей Анисимов Жан-Филипп Сильвен |
| |                            |         |                                     | Судьи: Алексей Анисимов Жан-Филипп Сильвен |
| |                            |         |                                     | Судьи: Алексей Анисимов Жан-Филипп Сильвен |
| |                            |         |                                     | Судьи: Алексей Анисимов Жан-Филипп Сильвен |
| 26 мин | Штраф                      | 12 мин  |                                     | Судьи: Алексей Анисимов Жан-Филипп Сильвен |
| |                            |         |                                     |                                            |
| | 33                         | Броски  | 32                                  |                                            |

| 23 апреля 2014 12:30 | Словения | 2 : 0 (0:0, 2:0, 0:0) | Венгрия | Ледовая арена, Коян Зрителей: 1670 |

| Отчёт                                                                           | Отчёт                      | Отчёт   | Отчёт                                    | Отчёт                          |
| ------------------------------------------------------------------------------- | -------------------------- | ------- | ---------------------------------------- | ------------------------------ |
|                                                                                 |                            |         |                                          |                                |
|                                                                                 | Лука Грачнар — 00:00-60:00 | Вратари | 00:00-58:17 — Золтан Хетиньи 59:35-60:00 | Судьи: Ян Грибик Яри Леппяалхо |
|                                                                                 | Голы:                      |         |                                          | Судьи: Ян Грибик Яри Леппяалхо |
| Томаж Разингар — 21:47 (М. Стебич, Ж. Павлин) Анже Куральт — 25:21 (Б. Грегорц) | 1:0 2:0                    |         |                                          | Судьи: Ян Грибик Яри Леппяалхо |
|                                                                                 |                            |         |                                          | Судьи: Ян Грибик Яри Леппяалхо |
|                                                                                 |                            |         |                                          | Судьи: Ян Грибик Яри Леппяалхо |
|                                                                                 |                            |         |                                          | Судьи: Ян Грибик Яри Леппяалхо |
| 10 мин                                                                          | Штраф                      | 6 мин   |                                          | Судьи: Ян Грибик Яри Леппяалхо |
|                                                                                 |                            |         |                                          |                                |
|                                                                                 | 33                         | Броски  | 31                                       |                                |

| 23 апреля 2014 16:00 | Украина | 2 : 3 (1:2, 0:0, 1:1) | Япония | Ледовая арена, Коян Зрителей: 1656 |

| Отчёт                                                                                     | Отчёт                           | Отчёт | Отчёт                         | Отчёт                              |
| ----------------------------------------------------------------------------------------- | ------------------------------- | --- | ----------------------------- | ---------------------------------- |
|                                                                                           |                                 | |                               |                                    |
|                                                                                           | Сергей Гайдученко — 00:00-59:18 | Вратари | 00:00-60:00 — Ютака Фукуфудзи | Судьи: Андреас Кох Роберт Мюлльнер |
|                                                                                           | Голы:                           | |                               | Судьи: Андреас Кох Роберт Мюлльнер |
| Александр Матерухин — 07:19 (О. Тимченко) Андрей Михнов — 42:54 (О. Шафаренко, Р. Благой) | 0:1 :1 1:2 :2 2:3               | 04:31 — Сюхэй Кудзи (бол.) (А. Келлер, Г. Танака) 13:11 — Сюхэй Кудзи (Р. Хасимото, Т. Каваи) 58:16 — Такуро Ямасита (Д. Акимото, Т. Саито) |                               | Судьи: Андреас Кох Роберт Мюлльнер |
|                                                                                           |                                 | |                               | Судьи: Андреас Кох Роберт Мюлльнер |
|                                                                                           |                                 | |                               | Судьи: Андреас Кох Роберт Мюлльнер |
|                                                                                           |                                 | |                               | Судьи: Андреас Кох Роберт Мюлльнер |
| 8 мин                                                                                     | Штраф                           | 20 мин |                               | Судьи: Андреас Кох Роберт Мюлльнер |
|                                                                                           |                                 | |                               |                                    |
|                                                                                           | 26                              | Броски | 24                            |                                    |

| 23 апреля 2014 19:30 | Австрия | 7 : 4 (5:4, 0:0, 2:0) | Республика Корея | Ледовая арена, Коян Зрителей: 2647 |

| Отчёт | Отчёт                                       | Отчёт | Отчёт                                            | Отчёт                                 |
| --- | ------------------------------------------- | --- | ------------------------------------------------ | ------------------------------------- |
| |                                             | |                                                  |                                       |
| | Бернхард Штаркбаум — 00:00-60:00            | Вратари | 00:00-20:00 — Сон Хосён 20:00-60:00 — Пак Сундже | Судьи: Алексей Анисимов Маркус Брилль |
| | Голы:                                       | |                                                  | Судьи: Алексей Анисимов Маркус Брилль |
| Михаэль Шихль — 09:49 (Б. Петрик, С. Бахер) Томас Хундертпфунд — 11:12 (Т. Кох, М. Шлахер) Брайан Леблер (бол.) — 12:08 (Д. Хайнрих, Т. Кох) Брайан Леблер — 14:50 (М. Альтманн, М. Шуминг) Томас Хундертпфунд — 16:52 (Б. Леблер, Т. Кох) Константин Комарек — 53:31 (Т. Хундертпфунд) Брайан Леблер (бол.) — 57:30 (Т. Кох) | 0:1 0:2 0:3 1:3 2:3 3:3 4:3 4:4 5:4 6:4 7:4 | 03:45 — Пак Усан (бол.) (Ким Кисон, М. Свифт) 07:42 — Чо Минхо (М. Свифт, Ким Кисон) 08:13 — Ким Кисон (Ким Санъук, Б. Радунске) 15:05 — Ким Кисон (Б. Радунске, Ким Санъук) |                                                  | Судьи: Алексей Анисимов Маркус Брилль |
| |                                             | |                                                  | Судьи: Алексей Анисимов Маркус Брилль |
| |                                             | |                                                  | Судьи: Алексей Анисимов Маркус Брилль |
| |                                             | |                                                  | Судьи: Алексей Анисимов Маркус Брилль |
| 12 мин | Штраф                                       | 22 мин |                                                  | Судьи: Алексей Анисимов Маркус Брилль |
| |                                             | |                                                  |                                       |
| | 37                                          | Броски | 29                                               |                                       |

| 24 апреля 2014 12:30 | Словения | 5 : 3 (2:0, 0:2, 3:1) | Украина | Ледовая арена, Коян Зрителей: 1698 |

| Отчёт | Отчёт                          | Отчёт | Отчёт                           | Отчёт                                     |
| --- | ------------------------------ | --- | ------------------------------- | ----------------------------------------- |
| |                                | |                                 |                                           |
| | Лука Грачнар — 00:00-60:00     | Вратари | 00:00-60:00 — Сергей Гайдученко | Судьи: Роберт Мюлльнер Жан-Филипп Сильвен |
| | Голы:                          | |                                 | Судьи: Роберт Мюлльнер Жан-Филипп Сильвен |
| Миха Стебич — 12:12 (Б. Голичич, А. Куральт) Ян Урбас — 18:09 (Ж. Павлин, М. Родман) Алеш Мушич — 42:43 (Я. Муршак, Ж. Панце) Ян Муршак (бол.) — 46:30 (А. Мушич, М. Робар) Бастиан Голичич — 57:04 (А. Куральт, Т. Разингар) | 1:0 2:0 2:1 2:2 2:3 :3 4:3 5:3 | 26:57 — Андрей Михнов (бол.) (Ю. Наваренко, Е. Белухин) 38:57 — Денис Петрухно (бол.) (А. Матерухин) 42:13 — Евгений Белухин (бол.) (Р. Благой) |                                 | Судьи: Роберт Мюлльнер Жан-Филипп Сильвен |
| |                                | |                                 | Судьи: Роберт Мюлльнер Жан-Филипп Сильвен |
| |                                | |                                 | Судьи: Роберт Мюлльнер Жан-Филипп Сильвен |
| |                                | |                                 | Судьи: Роберт Мюлльнер Жан-Филипп Сильвен |
| 8 мин | Штраф                          | 16 мин |                                 | Судьи: Роберт Мюлльнер Жан-Филипп Сильвен |
| |                                | |                                 |                                           |
| | 38                             | Броски | 16                              |                                           |

| 24 апреля 2014 16:00 | Венгрия | 4 : 5 (OT) (0:0, 3:3, 1:1, 0:1) | Австрия | Ледовая арена, Коян Зрителей: 1720 |

| Отчёт | Отчёт                                    | Отчёт | Отчёт                            | Отчёт                               |
| --- | ---------------------------------------- | --- | -------------------------------- | ----------------------------------- |
| |                                          | |                                  |                                     |
| | Золтан Хетиньи — 00:00-59:12 60:00-63:45 | Вратари | 00:00-63:45 — Бернхард Штаркбаум | Судьи: Алексей Анисимов Андреас Кох |
| | Голы:                                    | |                                  | Судьи: Алексей Анисимов Андреас Кох |
| Иштван Барталиш (бол.) — 27:11 (Б. Жираньи) Балаж Шебок — 28:27 (А. Бенк) Балаж Шебок — 39:59 (З. Азари, А. Бенк) Чаба Ковач — 53:51 (Д. Магоши, Т. Пожгай) | 1:0 2:0 2:1 2:2 2:3 :3 3:4 :4 4:5        | 31:50 — Томас Хундертпфунд (Т. Кох) 33:32 — Доминик Хайнрих (Т. Кох, Т. Хундертпфунд) 35:51 — Доминик Хайнрих (бол.) (Т. Кох, Т. Хундертпфунд) 47:40 — Маттиас Иберер (Д. Оберкофлер, К. Комарек) 63:45 — Брайан Леблер (бол.) (Д. Хайнрих) |                                  | Судьи: Алексей Анисимов Андреас Кох |
| |                                          | |                                  | Судьи: Алексей Анисимов Андреас Кох |
| |                                          | |                                  | Судьи: Алексей Анисимов Андреас Кох |
| |                                          | |                                  | Судьи: Алексей Анисимов Андреас Кох |
| 4 мин | Штраф                                    | 14 мин |                                  | Судьи: Алексей Анисимов Андреас Кох |
| |                                          | |                                  |                                     |
| | 38                                       | Броски | 26                               |                                     |

| 24 апреля 2014 19:30 | Япония | 4 : 2 (3:0, 1:0, 0:2) | Республика Корея | Ледовая арена, Коян Зрителей: 2949 |

| Отчёт | Отчёт                         | Отчёт                                                                                   | Отчёт                    | Отчёт                          |
| --- | ----------------------------- | --------------------------------------------------------------------------------------- | ------------------------ | ------------------------------ |
| |                               |                                                                                         |                          |                                |
| | Ютака Фукуфудзи — 00:00-60:00 | Вратари                                                                                 | 00:00-60:00 — Пак Сундже | Судьи: Маркус Брилль Ян Грибик |
| | Голы:                         |                                                                                         |                          | Судьи: Маркус Брилль Ян Грибик |
| Хироки Уэно — 01:14 (С. Янадори) Сейдзи Такахаси — 03:09 (Т. Ямасита) Хироки Уэно — 11:08 (Т. Ямасито, Т. Саито) Аарон Келлер (бол.) — 39:25 (Г. Танака, Т. Каваи) | 1:0 2:0 3:0 4:0 4:1 4:2       | 41:15 — Майкл Свифт (бол.) (Ким Кисон) 43:25 — Ли Донгу (бол.) (Б. Радунске, Ким Кисон) |                          | Судьи: Маркус Брилль Ян Грибик |
| |                               |                                                                                         |                          | Судьи: Маркус Брилль Ян Грибик |
| |                               |                                                                                         |                          | Судьи: Маркус Брилль Ян Грибик |
| |                               |                                                                                         |                          | Судьи: Маркус Брилль Ян Грибик |
| 8 мин | Штраф                         | 12 мин                                                                                  |                          | Судьи: Маркус Брилль Ян Грибик |
| |                               |                                                                                         |                          |                                |
| | 26                            | Броски                                                                                  | 30                       |                                |

| 26 апреля 2014 12:30 | Венгрия | 5 : 4 (Б) (1:1, 2:2, 1:1, 0:0, 1:0) | Япония | Ледовая арена, Коян Зрителей: 1878 |

| Отчёт | Отчёт                                    | Отчёт | Отчёт                                                    | Отчёт                                     |
| --- | ---------------------------------------- | --- | -------------------------------------------------------- | ----------------------------------------- |
| |                                          | |                                                          |                                           |
| | Золтан Хетиньи — 00:00-58:35 58:54-65:00 | Вратари | 00:00-48:42 — Ютака Фукуфудзи 48:42-65:00 — Юта Нарисава | Судьи: Роберт Мюлльнер Жан-Филипп Сильвен |
| | Голы:                                    | |                                                          | Судьи: Роберт Мюлльнер Жан-Филипп Сильвен |
| Иштван Шофрон — 17:29 (М. Ваш, В. Токажи) Иштван Барталиш (бол.) — 20:49 (Я. Ваш, М. Ваш) Иштван Шофрон — 38:53 (Я. Хари, И. Барталиш) Мартон Ваш — 58:54 (Я. Ваш, Я. Хари) Мартон Ваш (поб. бул.) — 65:00 | 0:1 :1 2:1 2:2 2:3 :3 3:4 :4 5:4         | 02:58 — Такеси Саито (Т. Ямасита) 26:50 — Масито Нисиваки (С. Такахаси, Д. Обара) 30:39 — Сюхэй Кудзи (А. Келлер, Г. Тонака) 54:30 — Хироки Уэно (Т. Саито) |                                                          | Судьи: Роберт Мюлльнер Жан-Филипп Сильвен |
| |                                          | |                                                          | Судьи: Роберт Мюлльнер Жан-Филипп Сильвен |
| |                                          | |                                                          | Судьи: Роберт Мюлльнер Жан-Филипп Сильвен |
| |                                          | |                                                          | Судьи: Роберт Мюлльнер Жан-Филипп Сильвен |
| 20 мин | Штраф                                    | 4 мин |                                                          | Судьи: Роберт Мюлльнер Жан-Филипп Сильвен |
| |                                          | |                                                          |                                           |
| | 31                                       | Броски | 24                                                       |                                           |

| 26 апреля 2014 16:00 | Австрия | 1 : 3 (0:0, 1:1, 0:2) | Словения | Ледовая арена, Коян Зрителей: 1923 |

| Отчёт                                         | Отчёт                           | Отчёт                                                                                      | Отчёт                      | Отчёт                                 |
| --------------------------------------------- | ------------------------------- | ------------------------------------------------------------------------------------------ | -------------------------- | ------------------------------------- |
|                                               |                                 |                                                                                            |                            |                                       |
|                                               | Берхард Штракбаум — 00:00-59:12 | Вратари                                                                                    | 00:00-60:00 — Лука Грачнар | Судьи: Алексей Анисимов Яри Леппяалхо |
|                                               | Голы:                           |                                                                                            |                            | Судьи: Алексей Анисимов Яри Леппяалхо |
| Бенджамин Петрик — 35:20 (Ш. Бахер, М. Шихль) | 0:1 :1 1:2 1:3                  | 33:44 — Ян Урбас 48:49 — Ян Урбас (Д. Родман, М. Подлипник) 58:28 — Миха Стебич (Я. Урбас) |                            | Судьи: Алексей Анисимов Яри Леппяалхо |
|                                               |                                 |                                                                                            |                            | Судьи: Алексей Анисимов Яри Леппяалхо |
|                                               |                                 |                                                                                            |                            | Судьи: Алексей Анисимов Яри Леппяалхо |
|                                               |                                 |                                                                                            |                            | Судьи: Алексей Анисимов Яри Леппяалхо |
| 6 мин                                         | Штраф                           | 8 мин                                                                                      |                            | Судьи: Алексей Анисимов Яри Леппяалхо |
|                                               |                                 |                                                                                            |                            |                                       |
|                                               | 20                              | Броски                                                                                     | 22                         |                                       |

| 26 апреля 2014 19:30 | Республика Корея | 2 : 8 (0:2, 0:3, 2:3) | Украина | Ледовая арена, Коян Зрителей: 2527 |

| Отчёт                                                                                 | Отчёт                                   | Отчёт | Отчёт                           | Отчёт                          |
| ------------------------------------------------------------------------------------- | --------------------------------------- | --- | ------------------------------- | ------------------------------ |
|                                                                                       |                                         | |                                 |                                |
|                                                                                       | Пак Сунже — 00:00-60:00                 | Вратари | 00:00-60:00 — Вадим Селивёрстов | Судьи: Маркус Брилль Ян Грибик |
|                                                                                       | Голы:                                   | |                                 | Судьи: Маркус Брилль Ян Грибик |
| Ким Хёнджу — 46:34 (Чан Чун Иль) Брок Радунске (бол.) — 53:54 (Ли Донку, Ким Сангвук) | 0:1 0:2 0:3 0:4 0:5 0:6 1:6 1:7 1:8 2:8 | 02:27 — Денис Исаенко (бол.) (Р. Благой, Д. Петрухно) 05:34 — Александр Матерухин (О. Шафаренко, О. Тимченко) 23:01 — Роман Благой (Е. Белухин, П. Падакин) 38:05 — Денис Петрухно (Р. Благой, П. Падакин) 38:29 — Олег Шафаренко (А. Матерухин, Ю. Наваренко) 41:27 — Александр Матерухин (О. Шафаренко, О. Тимченко) 49:01 — Александр Торянюк (М. Квитченко) 49:21 — Роман Благой (И. Кугут) |                                 | Судьи: Маркус Брилль Ян Грибик |
|                                                                                       |                                         | |                                 | Судьи: Маркус Брилль Ян Грибик |
|                                                                                       |                                         | |                                 | Судьи: Маркус Брилль Ян Грибик |
|                                                                                       |                                         | |                                 | Судьи: Маркус Брилль Ян Грибик |
| 6 мин                                                                                 | Штраф                                   | 6 мин |                                 | Судьи: Маркус Брилль Ян Грибик |
|                                                                                       |                                         | |                                 |                                |
|                                                                                       | 30                                      | Броски | 37                              |                                |

### Лучшие бомбардиры
| Игрок               | И | Г | П  | О  | Штр | +/− |
| ------------------- | - | - | -- | -- | --- | --- |
| Томас Кох           | 5 | 0 | 10 | 10 | 4   | +4  |
| Брайан Леблер       | 5 | 6 | 3  | 9  | 0   | +5  |
| Томас Хундертпфунд  | 5 | 4 | 4  | 8  | 2   | +5  |
| Роман Благой        | 5 | 3 | 5  | 8  | 2   | +5  |
| Ян Урбас            | 5 | 5 | 2  | 7  | 2   | +7  |
| Александр Матерухин | 5 | 4 | 3  | 7  | 2   | +1  |
| Ким Кисон           | 5 | 2 | 5  | 7  | 2   | −1  |
| Иштван Барталиш     | 5 | 5 | 1  | 6  | 0   | 0   |
| Доминик Хайнрих     | 5 | 4 | 2  | 6  | 2   | +1  |
| Брок Радунске       | 5 | 3 | 3  | 6  | 10  | −2  |
| Олег Шафаренко      | 4 | 2 | 4  | 6  | 0   | +4  |
| Олег Тимченко       | 5 | 1 | 5  | 6  | 4   | +1  |

Примечание: И = Количество проведённых игр; Г = Голы; П = Голевые передачи; О = Очки; Штр = Штрафное время; +/− = Плюс-минус
По данным: IIHF.com Архивная копия от 26 апреля 2014 на Wayback Machine

### Лучшие вратари
В списке вратари, сыгравшие не менее 40 % от всего игрового времени их сборной.
| Игроки             | Мин    | Бр  | ПШ | КН   | %ОБ   | И"0" |
| ------------------ | ------ | --- | -- | ---- | ----- | ---- |
| Лука Грачнар       | 240:00 | 99  | 4  | 1.00 | 95.96 | 2    |
| Ютака Фукуфудзи    | 287:36 | 144 | 11 | 2.29 | 92.36 | 0    |
| Бернхард Штаркбаум | 304:31 | 133 | 14 | 2.76 | 89.47 | 0    |
| Сергей Гайдученко  | 240:52 | 102 | 11 | 2.74 | 89.22 | 2    |
| Золтан Хетеньи     | 306:20 | 147 | 18 | 3.53 | 87.76 | 0    |

Примечание: Мин = Количество сыгранных минут; Бр = Броски; ПШ = Пропущено шайб; КН = Коэффициент надёжности; %ОБ = Процент отражённых бросков; И"0" = «Сухие игры»
По данным: IIHF.com Архивная копия от 4 марта 2016 на Wayback Machine

### Индивидуальные награды
Самый ценный игрок (MVP):
- Лука Грачнар

Лучшие игроки по амплуа:
- Вратарь:  Ютака Фукуфудзи
- Защитник:  Доминик Хайнрих
- Нападающий:  Ян Муршак

Сборная всех звёзд:
- Вратарь:  Лука Грачнар
- Защитники:  Доминик Хайнрих —  Мартон Ваш
- Нападающие:  Брайан Леблер —  Томас Кох —  Ян Урбас

Лучшие игроки в каждой команде по версии тренеров:
- Томас Кох
- Золтан Хетеньи
- Лука Грачнар
- Ютака Фукуфудзи
- Брок Радунске
- Александр Матерухин

## Группа B
|  | Команда, выходящая в группу A первого дивизиона чемпионата мира 2015 года   |
|  | Команда, переходящая в группу A второго дивизиона чемпионата мира 2015 года |

### Таблица
| М | Сборная        | И | В | ВО | ПО | П | ШЗ | ШП | РШ  | О  |
| - | -------------- | - | - | -- | -- | - | -- | -- | --- | -- |
| 1 | Польша         | 5 | 4 | 0  | 0  | 1 | 21 | 8  | +13 | 12 |
| 2 | Хорватия       | 5 | 3 | 1  | 0  | 1 | 16 | 9  | +7  | 11 |
| 3 | Литва          | 5 | 3 | 0  | 0  | 2 | 15 | 9  | +6  | 9  |
| 4 | Великобритания | 5 | 3 | 0  | 0  | 2 | 13 | 12 | +1  | 9  |
| 5 | Нидерланды     | 5 | 1 | 0  | 0  | 4 | 13 | 18 | −5  | 3  |
| 6 | Румыния        | 5 | 0 | 0  | 1  | 4 | 7  | 29 | −22 | 1  |

### Результаты
Время местное (UTC+3).
| 20 апреля 2014 13:00 | Хорватия | 4 : 0 (2:0, 1:0, 1:0) | Великобритания | Сименс Арена, Вильнюс Зрителей: 792 |

| Отчёт | Отчёт                         | Отчёт   | Отчёт                                              | Отчёт               |
| --- | ----------------------------- | ------- | -------------------------------------------------- | ------------------- |
| |                               |         |                                                    |                     |
| | Мате Томленович — 00:00-60:00 | Вратари | 00:00-46:12 — Стивен Мёрфи 46:12-60:00 — Бен Боунс | Судья: Юрис Балодис |
| | Голы:                         |         |                                                    | Судья: Юрис Балодис |
| Михаэль Новак — 12:56 (Н. Сензел, Т. Мирич) Дарио Костович — 19:19 (М. Сакич) Алан Летанг — 27:26 (И. Янкович, М. Благус) Дарио Костович — 46:12 (И. Ячменяк) | 1:0 2:0 3:0 4:0               |         |                                                    | Судья: Юрис Балодис |
| |                               |         |                                                    | Судья: Юрис Балодис |
| |                               |         |                                                    | Судья: Юрис Балодис |
| |                               |         |                                                    | Судья: Юрис Балодис |
| 18 мин | Штраф                         | 8 мин   |                                                    | Судья: Юрис Балодис |
| |                               |         |                                                    |                     |
| | 18                            | Броски  | 33                                                 |                     |

| 20 апреля 2014 16:30 | Румыния | 0 : 7 (0:2, 0:3, 0:2) | Польша | Сименс Арена, Вильнюс Зрителей: 809 |

| Отчёт | Отчёт                                                           | Отчёт | Отчёт                           | Отчёт                   |
| ----- | --------------------------------------------------------------- | --- | ------------------------------- | ----------------------- |
|       |                                                                 | |                                 |                         |
|       | Геллерт Ручуй — 00:00-45:12 Адриан Катриной Корня — 45:12-60:00 | Вратари | 00:00-60:00 — Пшемыслав Одробны | Судья: Пер Густав Солем |
|       | Голы:                                                           | |                                 | Судья: Пер Густав Солем |
|       | 0:1 0:2 0:3 0:4 0:5 0:6 0:7                                     | 02:11 — Павел Дроня (М. Колуш, К. Запала) 18:07 — Лешек Лашкевич (Я. Витецки) 27:15 — Томаш Маласинский (К. Запала) 37:57 — Себастьян Коваловка (бол.) (Г. Пасют, Л. Лашкевич) 39:14 — Марцин Колуш (бол.) (Р. Дутка, П. Дроня) 42:19 — Лешек Лашкевич (М. Лопуский) 43:24 — Томаш Маласинский (К. Запала, М. Колуш) |                                 | Судья: Пер Густав Солем |
|       |                                                                 | |                                 | Судья: Пер Густав Солем |
|       |                                                                 | |                                 | Судья: Пер Густав Солем |
|       |                                                                 | |                                 | Судья: Пер Густав Солем |
| 8 мин | Штраф                                                           | 8 мин |                                 | Судья: Пер Густав Солем |
|       |                                                                 | |                                 |                         |
|       | 14                                                              | Броски | 36                              |                         |

| 20 апреля 2014 20:00 | Литва | 4 : 0 (1:0, 0:0, 3:0) | Нидерланды | Сименс Арена, Вильнюс Зрителей: 4525 |

| Отчёт | Отчёт                        | Отчёт   | Отчёт                                                      | Отчёт                  |
| --- | ---------------------------- | ------- | ---------------------------------------------------------- | ---------------------- |
| |                              |         |                                                            |                        |
| | Мантас Армалис — 00:00-60:00 | Вратари | 00:00-42:17 — Иан Мейердрес 42:17-60:00 — Мартин Остервейк | Судья: Паскаль Сан-Жак |
| | Голы:                        |         |                                                            | Судья: Паскаль Сан-Жак |
| Донатас Кумеляускас — 16:35 (А. Босас) Паулюс Гинтаутас — 45:55 (Д. Богдзюль, А. Фищевас) Дайнюс Зубрус (бол.) — 55:33 (П. Рулевичюс, М. Керас) Миндаугас Керас — 59:59 (Д. Плискаускас, Э. Рыбаков) | 1:0 2:0 3:0 4:0              |         |                                                            | Судья: Паскаль Сан-Жак |
| |                              |         |                                                            | Судья: Паскаль Сан-Жак |
| |                              |         |                                                            | Судья: Паскаль Сан-Жак |
| |                              |         |                                                            | Судья: Паскаль Сан-Жак |
| 10 мин | Штраф                        | 8 мин   |                                                            | Судья: Паскаль Сан-Жак |
| |                              |         |                                                            |                        |
| | 32                           | Броски  | 23                                                         |                        |

| 21 апреля 2014 13:00 | Великобритания | 4 : 1 (0:0, 2:0, 2:1) | Румыния | Сименс Арена, Вильнюс Зрителей: 739 |

| Отчёт | Отчёт                   | Отчёт                                         | Отчёт                                           | Отчёт                  |
| --- | ----------------------- | --------------------------------------------- | ----------------------------------------------- | ---------------------- |
| |                         |                                               |                                                 |                        |
| | Бен Боунс — 00:00-60:00 | Вратари                                       | 00:00-54:52 — Адриан Катриной Корня 55:42-60:00 | Судья: Паскаль Сан-Жак |
| | Голы:                   |                                               |                                                 | Судья: Паскаль Сан-Жак |
| Бенджамин Дэвис (бол.) — 32:45 (Д. Кларк, Р. Лачовиц) Джонатан Филлипс — 34:35 (М. Гарсайд, Д. Майерс) Колин Шилдс — 45:47 (Б. О’Коннор, Р. Фармер) Марк Гарсайд — 59:34 (Д. Майерс, Б. О’Коннор) | 1:0 2:0 3:0 3:1 4:1     | 59:16 — Отто Биро (Е. Писаренко, Е. Молдован) |                                                 | Судья: Паскаль Сан-Жак |
| |                         |                                               |                                                 | Судья: Паскаль Сан-Жак |
| |                         |                                               |                                                 | Судья: Паскаль Сан-Жак |
| |                         |                                               |                                                 | Судья: Паскаль Сан-Жак |
| 8 мин | Штраф                   | 14 мин                                        |                                                 | Судья: Паскаль Сан-Жак |
| |                         |                                               |                                                 |                        |
| | 47                      | Броски                                        | 26                                              |                        |

| 21 апреля 2014 16:30 | Нидерланды | 0 : 4 (0:2, 0:2, 0:0) | Хорватия | Сименс Арена, Вильнюс Зрителей: 984 |

| Отчёт | Отчёт | Отчёт  | Отчёт | Отчёт                   |
| ----- | ----- | ------ | ----- | ----------------------- |
|       |       |        |       |                         |
|       |       |        |       | Судья: Пер Густав Солем |
|       |       |        |       |                         |
|       |       |        |       |                         |
|       |       |        |       |                         |
|       |       |        |       |                         |
|       |       |        |       |                         |
| 6 мин | Штраф | 10 мин |       |                         |
|       |       |        |       |                         |
|       | 24    | Броски | 28    |                         |

| 21 апреля 2014 20:00 | Польша | 3 : 2 (1:0, 1:1, 1:1) | Литва | Сименс Арена, Вильнюс Зрителей: 6138 |

| Отчёт  | Отчёт | Отчёт  | Отчёт | Отчёт              |
| ------ | ----- | ------ | ----- | ------------------ |
|        |       |        |       |                    |
|        |       |        |       | Судья: Петер Гебеи |
|        |       |        |       |                    |
|        |       |        |       |                    |
|        |       |        |       |                    |
|        |       |        |       |                    |
|        |       |        |       |                    |
| 14 мин | Штраф | 6 мин  |       |                    |
|        |       |        |       |                    |
|        | 30    | Броски | 35    |                    |

| 23 апреля 2014 13:00 | Польша | 5 : 1 (0:0, 4:1, 1:0) | Нидерланды | Сименс Арена, Вильнюс Зрителей: 707 |

| Отчёт  | Отчёт | Отчёт  | Отчёт | Отчёт               |
| ------ | ----- | ------ | ----- | ------------------- |
|        |       |        |       |                     |
|        |       |        |       | Судья: Юрис Балодис |
|        |       |        |       |                     |
|        |       |        |       |                     |
|        |       |        |       |                     |
|        |       |        |       |                     |
|        |       |        |       |                     |
| 10 мин | Штраф | 12 мин |       |                     |
|        |       |        |       |                     |
|        | 45    | Броски | 20    |                     |

| 23 апреля 2014 16:30 | Хорватия | 4 : 3 (Б) (0:1,1:1, 2:1, 0:0, 1:0) | Румыния | Сименс Арена, Вильнюс Зрителей: 1011 |

| Отчёт  | Отчёт | Отчёт  | Отчёт | Отчёт              |
| ------ | ----- | ------ | ----- | ------------------ |
|        |       |        |       |                    |
|        |       |        |       | Судья: Петер Гебеи |
|        |       |        |       |                    |
|        |       |        |       |                    |
|        |       |        |       |                    |
|        |       |        |       |                    |
|        |       |        |       |                    |
| 12 мин | Штраф | 14 мин |       |                    |
|        |       |        |       |                    |
|        | 39    | Броски | 22    |                    |

| 23 апреля 2014 20:00 | Великобритания | 1 : 2 (0:1, 1:1, 0:0) | Литва | Сименс Арена, Вильнюс Зрителей: 6312 |

| Отчёт  | Отчёт | Отчёт  | Отчёт | Отчёт                   |
| ------ | ----- | ------ | ----- | ----------------------- |
|        |       |        |       |                         |
|        |       |        |       | Судья: Пер Густав Солем |
|        |       |        |       |                         |
|        |       |        |       |                         |
|        |       |        |       |                         |
|        |       |        |       |                         |
|        |       |        |       |                         |
| 16 мин | Штраф | 16 мин |       |                         |
|        |       |        |       |                         |
|        | 23    | Броски | 15    |                         |

| 24 апреля 2014 13:00 | Польша | 4 : 1 (1:0, 1:1, 2:0) | Хорватия | Сименс Арена, Вильнюс Зрителей: 808 |

| Отчёт | Отчёт | Отчёт  | Отчёт | Отчёт                  |
| ----- | ----- | ------ | ----- | ---------------------- |
|       |       |        |       |                        |
|       |       |        |       | Судья: Паскаль Сан-Жак |
|       |       |        |       |                        |
|       |       |        |       |                        |
|       |       |        |       |                        |
|       |       |        |       |                        |
|       |       |        |       |                        |
| 6 мин | Штраф | 6 мин  |       |                        |
|       |       |        |       |                        |
|       | 38    | Броски | 17    |                        |

| 24 апреля 2014 16:30 | Нидерланды | 3 : 4 (1:2, 0:1, 2:1) | Великобритания | Сименс Арена, Вильнюс Зрителей: 997 |

| Отчёт  | Отчёт | Отчёт  | Отчёт | Отчёт              |
| ------ | ----- | ------ | ----- | ------------------ |
|        |       |        |       |                    |
|        |       |        |       | Судья: Петер Гебеи |
|        |       |        |       |                    |
|        |       |        |       |                    |
|        |       |        |       |                    |
|        |       |        |       |                    |
|        |       |        |       |                    |
| 20 мин | Штраф | 42 мин |       |                    |
|        |       |        |       |                    |
|        | 31    | Броски | 21    |                    |

| 24 апреля 2014 20:00 | Румыния | 2 : 5 (0:1, 0:1, 2:3) | Литва | Сименс Арена, Вильнюс Зрителей: 5687 |

| Отчёт  | Отчёт | Отчёт  | Отчёт | Отчёт               |
| ------ | ----- | ------ | ----- | ------------------- |
|        |       |        |       |                     |
|        |       |        |       | Судья: Юрис Балодис |
|        |       |        |       |                     |
|        |       |        |       |                     |
|        |       |        |       |                     |
|        |       |        |       |                     |
|        |       |        |       |                     |
| 33 мин | Штраф | 20 мин |       |                     |
|        |       |        |       |                     |
|        | 22    | Броски | 17    |                     |

| 26 апреля 2014 13:00 | Нидерланды | 9 : 1 (3:0, 2:0, 4:1) | Румыния | Сименс Арена, Вильнюс Зрителей: 1009 |

| Отчёт | Отчёт | Отчёт  | Отчёт | Отчёт                   |
| ----- | ----- | ------ | ----- | ----------------------- |
|       |       |        |       |                         |
|       |       |        |       | Судья: Пер Густав Солем |
|       |       |        |       |                         |
|       |       |        |       |                         |
|       |       |        |       |                         |
|       |       |        |       |                         |
|       |       |        |       |                         |
| 6 мин | Штраф | 4 мин  |       |                         |
|       |       |        |       |                         |
|       | 33    | Броски | 17    |                         |

| 26 апреля 2014 16:30 | Великобритания | 4 : 2 (0:0, 2:1, 2:1) | Польша | Сименс Арена, Вильнюс Зрителей: 3206 |

| Отчёт  | Отчёт | Отчёт  | Отчёт | Отчёт               |
| ------ | ----- | ------ | ----- | ------------------- |
|        |       |        |       |                     |
|        |       |        |       | Судья: Юрис Балодис |
|        |       |        |       |                     |
|        |       |        |       |                     |
|        |       |        |       |                     |
|        |       |        |       |                     |
|        |       |        |       |                     |
| 10 мин | Штраф | 14 мин |       |                     |
|        |       |        |       |                     |
|        | 34    | Броски | 24    |                     |

| 26 апреля 2014 20:00 | Литва | 2 : 3 (0:0, 1:2, 1:1) | Хорватия | Сименс Арена, Вильнюс Зрителей: 7500 |

| Отчёт  | Отчёт | Отчёт  | Отчёт | Отчёт              |
| ------ | ----- | ------ | ----- | ------------------ |
|        |       |        |       |                    |
|        |       |        |       | Судья: Петер Гебеи |
|        |       |        |       |                    |
|        |       |        |       |                    |
|        |       |        |       |                    |
|        |       |        |       |                    |
|        |       |        |       |                    |
| 16 мин | Штраф | 16 мин |       |                    |
|        |       |        |       |                    |
|        | 30    | Броски | 17    |                    |

### Лучшие бомбардиры
| Игрок               | И | Г | П | О | Штр | +/− |
| ------------------- | - | - | - | - | --- | --- |
| Дайнюс Зубрус       | 5 | 2 | 7 | 9 | 4   | +7  |
| Донатас Кумеляускас | 5 | 4 | 4 | 8 | 16  | +7  |
| Лешек Лашкевич      | 5 | 4 | 3 | 7 | 4   | +5  |
| Кшиштоф Запала      | 5 | 0 | 7 | 7 | 6   | +3  |
| Колин Шилдс         | 5 | 5 | 1 | 6 | 0   | +2  |
| Арнольдас Босас     | 5 | 4 | 2 | 6 | 10  | +6  |
| Павел Дроня         | 5 | 2 | 4 | 6 | 4   | +2  |
| Марцин Колуш        | 5 | 3 | 2 | 5 | 0   | +2  |
| Дарио Костович      | 5 | 2 | 3 | 5 | 2   | +1  |
| Алан Летанг         | 5 | 1 | 4 | 5 | 2   | +2  |

Примечание: И = Количество проведённых игр; Г = Голы; П = Голевые передачи; О = Очки; Штр = Штрафное время; +/− = Плюс-минус
По данным: IIHF.com Архивная копия от 26 апреля 2014 на Wayback Machine

### Лучшие вратари
В списке вратари, сыгравшие не менее 40 % от всего игрового времени их сборной.
| Игроки                | Мин    | Бр  | ПШ | КН   | %ОБ   | И"0" |
| --------------------- | ------ | --- | -- | ---- | ----- | ---- |
| Пшемыслав Одробны     | 240:00 | 86  | 4  | 1.00 | 95.35 | 1    |
| Мате Томленович       | 303:16 | 146 | 8  | 1.58 | 94.52 | 2    |
| Мантас Армалис        | 298:42 | 115 | 9  | 1.81 | 92.17 | 1    |
| Бен Боунс             | 252:28 | 100 | 8  | 1.90 | 92.00 | 0    |
| Адриан Катриной Корня | 164:11 | 109 | 12 | 4.39 | 88.99 | 0    |

Примечание: Мин = Количество сыгранных минут; Бр = Броски; ПШ = Пропущено шайб; КН = Коэффициент надёжности; %ОБ = Процент отражённых бросков; И"0" = «Сухие игры»
По данным: IIHF.com Архивная копия от 27 апреля 2014 на Wayback Machine

### Индивидуальные награды
Лучшие игроки по амплуа:
- Вратарь:  Пшемыслав Одробны
- Защитник:  Алан Летанг
- Нападающий:  Дайнюс Зубрус

Лучшие игроки в каждой команде по версии тренеров:
- Бен Боунс
- Мате Томленович
- Мантас Армалис
- Джорди ван Оршот
- Марцин Колуш
- Евгений Писаренко